# Repli autistique

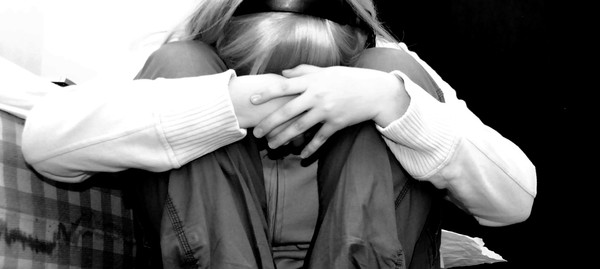
Adolescente autiste de 14 ans en repli autistique (ou shutdown).

Le repli autistique ou retrait autistique (on parle parfois aussi de fermeture) est souvent désigné par l'anglicisme de shutdown. C'est une réaction involontaire d'interruption, durant quelques heures à plusieurs jours, des interactions d'une personne autiste avec les personnes et l'environnement, provoquée par une surcharge sensorielle et/ou émotionnelle.
Dans le vocabulaire psychiatrique, le terme de repli ou retrait autistique désigne également une fuite de la réalité observée chez les patients atteints de schizophrénie, qui s'isolent et s'enferment dans des raisonnements psychotiques (rationalisme morbide).

## Histoire
Le repli autistique est initialement décrit par le psychiatre américain Leo Kanner, comme une attitude innée, en ces termes : « Il existe d'emblée un repli autistique extrême qui, chaque fois que c'est possible, fait négliger, ignorer, refuser par l'enfant tout ce qui lui vient de l'extérieur,. »

## Dans les troubles du spectre autistique

### Description
En 2004, H. G. Loos et I. M. Loos Miller décrivent la réaction de shutdown chez un jeune enfant autiste comme « un état involontaire de non-réponse, d'immobilité, de somnolence et de faiblesse au toucher ». Cette réaction était dans ce cas déclenchée « par l'attente d'une performance sociale, comme à l'école ou dans les interactions avec les autres, et elle s'intensifie lorsque l'adulte continue à faire pression sur l'enfant pour qu'il réponde à une tâche qu'il perçoit comme difficile ».
En 2003, Olga Bogdashina décrit ce repli autistique comme une réaction à une surcharge sensorielle. Elle la compare à une mise en veille pendant laquelle la personne autiste perd sa capacité à interagir.
D'après Bogdashina, s'il existe différentes manifestations du repli autistique, il est toujours vécu comme une expérience très désagréable par la personne qui le subit. Chez l'enfant ou l'adulte, le repli autistique peut se manifester par une suspension de toute interaction sociale et de toute communication en réaction à un état de stress ou d'anxiété sévère.

#### Vécu du repli autistique par les personnes autistes
À partir de ses entretiens avec trente-trois adultes autistes, la chercheuse Kailey Stevens décrit le repli autistique comme une sensation de perte de contrôle, doublée d'une incapacité à répondre aux stimuli sensoriels ; un désir de fuite et de solitude et une focalisation sur la survie et les besoins vitaux l'accompagnent souvent.
Ces replis sont parfois déclenchés, chez les enfants autistes, par des stress aigus allant jusqu'à des attaques de panique par exemple induite par une terreur de la pente ou des hauteurs, ou par des détails qui seraient anodins pour des neurotypiques (tels que l'écoulement des robinets ou de la chasse d'eau, etc.).

### Diagnostic différentiel
Chez le tout petit enfant, le retrait ou le repli relationnel est l'un des signes précurseurs (symptôme) permettant de diagnostiquer l'autisme,,. Des enfants autistes en repli ont été soupçonnés à tort d'être sourds,. Pendant le repli, leur audition fonctionne normalement, mais ces personnes se coupent des stimulations auditives.
Il ne doit pas être confondu avec d'autres formes de retrait relationnel (pour lequel une échelle échelle ADBB (échelle d'Alarme détresse bébé) a été proposée, en 2001, pour les enfants de 2 à 24 mois).

## Dans la schizophrénie
Dans la schizophrénie, le « repli autistique » est un comportement de fuite sociale observé chez les patients, qui fait partie des symptômes « négatifs » (ou déficitaires) de la maladie. Il s'agit d'un mécanisme de défense psychotique primaire, répertorié dans le P-DMRS (Psychotic-Defense Mechanisms Rating Scale), un addendum du DMRS.